# Dyscinetus ornaticaudus
Dyscinetus ornaticaudus är en skalbaggsart som beskrevs av Brett C.Ratcliffe 1986. Dyscinetus ornaticaudus ingår i släktet Dyscinetus och familjen Dynastidae. Inga underarter finns listade i Catalogue of Life.